# Ludus de nato Infante mirificus
Ludus de nato Infante mirificus (lat.: wundersames Spiel von der Geburt des Kindes) ist ein Weihnachtsspiel von Carl Orff. Es wurde am 11. Dezember 1960 am Württembergischen Staatstheater Stuttgart unter der Leitung von Heinz Mende uraufgeführt.

## Inhalt
In seinem Weihnachtsspiel ist Carl Orff einerseits stark der alpenländischen Krippenspieltradition verpflichtet, sprengt aber andererseits den Rahmen einer oft seichten, biederen Hirtenromantik und macht das Weihnachtsgeschehen als ein weltveränderndes, kosmisches Ereignis sichtbar.
Mitten zwischen die guten Mächte (verkörpert durch die unsichtbaren Engel) und die Mächte des Bösen (verkörpert durch die Hexen) ist der Mensch eingespannt. Er begegnet uns in der vertrauten Gestalt des Hirten und hat sich, von der Botschaft angerührt, zwischen Glaube und Unglaube zu entscheiden.
Der Träger des Geschehens ist vorwiegend die bairische Sprache, die bildhaft und hintergründig ohne heimattümelnde Marotte die tiefen Dimensionen des Weihnachtsgeschehens erlebbar macht. Dieses Weihnachtsspiel ist ein Sprachkunstwerk, das besonders durch die musikalische Begleitung mit Harfe und Gitarre einen besinnlichen Rahmen erfährt.
Das Stück bildet das Gegenstück zur 1956 entstandenen Comoedia de Christi Resurrectione, dem Osterspiel des Autors. Orff fasste die beiden Werke 1970 zu einem Diptychon zusammen.
Im Juli 1971 wurde in München eine Schallplattenfassung des Spiels unter Orffs eigener Regie und der musikalischen Leitung von Kurt Eichhorn aufgenommen. An ihr wirkten u. a. Thomas Stewart, Elfie Pertramer, Maxl Graf, Fritz Strassner, Ludwig Schmid-Wildy und Gustl Weishappel mit. Kinder des Tölzer Knabenchors übernahmen Sprechstimmen. Ferner wirkten der Chor des Bayerischen Rundfunks und Mitglieder der Münchner Rundfunkorchesters mit.

## Rollen
- Eine Hexe
- Hexen
- Hirten
- Eine alte Hexe
- Kinder im Schnee
- Chor der Engel aus der Höhe
- Knaben und Frauenstimmen
- Stimmen der schlafenden Blumen
- Stimme der Erdmutter